# Шестеричная служба
Шестери́чная слу́жба, шестири́чное богослуже́ние, последование, пое́мое на ҃s (на 6), шестири́к — вид православного богослужения малого праздника, имеющее отличие от вседневной службы.  Шестеричная служба отличается от вседневной службы на вечерни и на утрени. 
На вечерни на вседневной службе как и на шестеричной службе, на „Господи воззвах“, согласно Типикону, положено петь шесть стихир. Отличие от вседневной службы от шестеричной в следующем:  на „Господи воззвах“ вседневной службы, согласно Типикону, положено петь три стихиры из Октоиха и три стихиры из Месячной минеи, а на шестеричной службе, согласно Типикону, все стихиры на  „Господи воззвах“ положено петь только из Месячной минеи «на шесть». «На шесть» означает следующее: на „Господи воззвах“ в Месячной минеи могут быть написаны как шесть стихир, так и три стихиры, в первом случае поется каждая стихира по одному разу и получается 6 × 1 = 6, то есть «на шесть», а во втором случае поются стихиры по два раза и получается 3 × 2 = 6, то есть «на шесть». 
На утрени на вседневной службе как и на шестеричной службе, согласно Типикону, канон положено петь «на четырнадцать», каждая песнь канона это 1 ирмос + 13 тропарей. Отличие в следующем: на вседневной службе  «на четырнадцать» это 1 ирмос и 9 тропарей  все из Октоиха + 4 тропаря из Месячной минеи, а на шестеричной службе канон «на четырнадцать»  это 1 ирмос и 7 тропарей  все из Октоиха + 6 тропарей из Месячной минеи. 
Благодаря тому, что шесть стихир должны петься из Месячной минеи на вечерни на „Господи воззвах“ и шесть тропарей должны петься из Месячной минеи на утрени  на каноне, служба и называется шестеричной.
В Типиконе, в Месяцеслове следованной Псалтири и в некоторых редакциях Минеи шестеричные праздники обозначаются значком  — чёрные три точки, несовершенно окружённые чёрной скобкой. Однако в более древних богослужебных книгах применялись и другие обозначения различных степеней торжественности церковных памятей. Святой, которому поется шестеричная служба, называется шестеричным.

### Шестеричная вечерня
- Открывается завеса за Царскими вратами;
- Священник на амвоне возглашает: «Благослове́н Бог наш…» и тайно читает семь светильничных молитв;
- Чтец глаго́лет псалом 103;
- Диакон (чаще — сам священник) возглашает мирную ектению;
- Рядовая кафизма[5], за которой — малая ектения и каждение всего храма;
- Псалом 140: «Го́споди, воззва́х к Тебе́, услы́ши мя…», псалом 141: «Гла́сом мои́м ко Го́споду воззва́х…», псалом 129: «Из глубины́ воззва́х к Тебе́ Го́споди…» и псалом 116: «Хвали́те Го́спода вси язы́цы…». Обычно из всех этих псалмов используется только несколько стихов;
- Все шесть стихир поются только по Минее: каждая из трёх напечатанных в Минее стихир святого поётся по два раза. Если же в Минее напечатано четыре стихиры, то первая и вторая из них поются по два раза, а третья и четвёртая — по одному разу, чтобы в сумме получалось шесть стихир, а если в Минее пять стихир, то тогда только первая стихира поётся дважды, а остальные — по одному разу[6]. Из Минеи поётся также стихира на Сла́ву, после которой на «И ны́не…» богородичен «от ме́ньших» из 2-го приложения Минеи по гласу «сла́вника» или из Ирмология[7]. Накануне среды и пятницы вместо богородична должен петься рядовой крестобогородичен. Входа с кадилом нет;
- «Све́те ти́хий…» произносится чтецом. Перед прокименом не возглашается «Мир всем!»;
- Прокимен дня седмицы;
- Чтец: «Сподо́би, Го́споди…»;
- Просительная ектения;
- На стихо́вне поются стихиры обычно только по Октоиху, но в некоторых шестеричных службах в Минее имеется одна стиховная стихира святого (иногда даже две стихиры) со своими стихами-запевами и стихира после возглашения «Славы». В таких случаях стихиры поются в следующем порядке:

1. 1-я стихира Октоиха,
2. вседневный стих «К Тебе́ возведо́х…», за которым следует 2-я стихира Октоиха,
3. стих «Поми́луй нас, Го́споди…», за ним — 3-я стихира Октоиха,
4. стих святого из Минеи, и — стихира святого из Минеи,
5. «Сла́ва Отцу́ и Сы́ну и Свято́му Ду́ху», и — стихира святого на «Сла́ву» — «сла́вник»,
6. «И ны́не и при́сно и во ве́ки веко́в. Ами́нь», и — богородичен 2-го приложения («от ме́ньших») в конце Минеи по гласу предыдущей стихиры «Славы». В среду и в пятницу поётся рядовой крестобогородичен Минеи. В некоторые шестеричные службы вместо богородична поётся особая стихира на «Сла́ва Отцу́ и Сы́ну и Свято́му Ду́ху, и ны́не и при́сно и во ве́ки веко́в. Ами́нь.» — например, в день воспоминания чуда от архистрати́га Михаила в Колосса́ех-Хо́нех 6 (19) сентября и в день памяти пророка Даниила и святы́х трие́х отроко́в 17 (30) декабря[8];

- Произносится «Ны́не отпуща́еши…» и трисвятое по «О́тче наш…»;
- После возгласа священника поётся: «Ами́нь», тропарь святого, «Сла́ва, и ны́не…», и богородичен «от ме́ньших» по гласу тропаря из 4-го приложения[9] в конце Минеи;
- Отпуст вседневный.

Помимо богородичного канона из Октоиха, на малое повечерие иногда переносится вся служба второму святому. После Трисвятого: тропари храма, дня и святых исполняются в зависимости от того, кому посвящён храм. Но ни повечерие, ни вседневная полунощница в приходской практике Русской православной церкви обычно не совершаются.

### Утреня
Начало утрени шестеричного праздника ничем не отличается от вседневной утрени.
- Отличия появляются только в распределении тропарей канона[11]: из первого канона Октоиха берутся только 4 тропаря (а не 6), но из Минеи обычные три тропаря произносятся по два раза, чтобы их количество стало равным шести.
- Также на утрени шестеричного праздника могут оказаться Хвалительные стихиры, перед которыми хор должен пропеть хвалительные псалмы (в реальности же из тех псалмов поётся только несколько первых и последних стихов).
- Как и на вечерних стиховных, на утренних стиховных в Минее так же могут быть стихиры святым со своими стихами-запевами.

### Литургия
- На Литургии оглашенных в шестеричный праздник должны петься изобразительные антифоны со вставками четырёх блаженных — особых строф из Октоиха, а за ними следуют четыре блаженны (тропари) из третьей песни канона утрени[12].
- После входа с Евангелием, порядок пения тропарей и кондаков храма, дней седмицы, календарных святых, «Со святы́ми упоко́й…» и «Предста́тельсво христиа́н…» такой же, как и в день памяти святого без праздничного знака, и так же зависит от престольного праздника.
- К рядовому (дневному) прокимену, а также к апостольскому зачалу, к аллилуиарию, к евангельскому зачалу и к запричастному стиху добавляются прокимен, апостол, аллилуиарий, евангельское зачало и причастен, соответствующие празднуемому в этот день шестеричному святому.
- Отпуст вседневный.

## В субботу
В обычные субботы при совершении памяти шестеричных святых:
- после шести стихир святому (обычно трёх имеющихся в Минее стихир, повторяемых по два раза) на «Го́споди воззва́х…» поётся догматик уходящего гласа, так как в субботу отдание гласа Октоиха;
- «стихо́вны» — «му́ченичны» из стихир Октоиха на «Го́споди воззва́х…», так как субботние стиховны Октоиха заупокойные («ме́ртвенные» или «поко́йные»)[13];
- в конце вечерни после тропаря рядовому святому поётся воскресный богородичен отдаваемого гласа;
- в субботней полунощнице 9-я кафизма (вместо 17-й), другие тропари и некоторые молитвы;
- по «Бог Господь…» поётся воскресный богородичен (из 3-го приложения Минеи) по гласу тропаря рядового святого,
- стихословятся кафизмы 16-я и 17-я (заупокойная),
- состав канона:

1. в храме Господском или Богородичном: четыре тропаря канона храма, шесть тропарей канона Минеи и четыре тропаря первого канона Октоиха;
2. в храме святого: шесть тропарей канона Минеи, четыре тропаря канона святому храма и четыре тропаря первого канона Октоиха.
3. катавасия (ирмос первого канона Октоиха) поется только после третьей, шестой, восьмой и девятой песен.

- вместо заупокойных стиховных стихир Октоиха поются предшествующие им «хвали́тные» стихиры;
- на Литургии после входа с Евангелием пение тропаря и кондака субботы (всем святым) заменяет тропарь и кондак святому храма. От Недели Всех святых до Недели о мытаре и фарисее прокимен, аллилуиарий и причастен — святому и дня седмицы, апостольские и евангельские зачала — святому и рядовые.

## В неделю
При шестеричном святом в воскресенье богослужение совершается так же, как и в обычное воскресенье с памятью святого без праздничного знака, за исключением:
- на «Го́споди, воззва́х…»: 6 воскресных стихир Октоиха и 4 стихиры святому (вместо семи и трёх);
- в стиховных стихирах после «Сла́ва…»: стихира святому, «И ны́не…», стиховный богородичен первого приложения по гласу стихиры «Славы»;
- из крестовоскресного и богородичного канонов читается только по 2 тропаря (а не по 3), за то святому читается 6 тропарей (а не 4);
- шестеричному святому практически всегда есть светилен, который читается после евангельского ексапостилария;
- шестеричному святому могут посвящаться 4 хвалитные стихиры, которые поются после четырёх стихир Октоиха;
- на Литургии 6 «блаже́н» Октоиха и 4 тропаря третьей песни канона святому, которому может полагаться отдельные прокимен, аллилуиарий, причастен, апостольское и евангельское зачала.

## В предпразднства и попразднства
Особенности шестеричной службы в предпразднства и попразднства:
- на «Го́споди, воззва́х…»: 3 стихиры праздника и 3 стихиры святому (не повторяются дважды);[16]
- в первый день попразднства господских праздников великий прокимен «Кто Бог ве́лий…» или «Бог наш на небеси́ и на земли́…»;
- на стиховне стихиры праздника с праздничными запевами, «Сла́ва…», стихира святому, «И ны́не…», стихира праздника;
- по «Ны́не отпуща́еши…»: тропарь святому, «Сла́ва… и ны́не…», тропарь праздника;
- отпуст в конце вечерни (когда служится повечерие, а также на первом часе и в конце Литургии) полный праздничный (в попразднства господских праздников начинается с вводной фразы);
- на повечерии нет канона Октоиха (в предпразднства Рождества Христова и Богоявления бывают особые трипеснцы праздника), по девятой песни «Достойно есть…» не поётся. По Трисвятом кондак праздника;
- по «Бог Госпо́дь…»: тропарь праздника дважды, «Сла́ва…», тропарь святому, «И ны́не…», тропарь праздника;
- после отдания Воздвижения третья кафизма утрени переносится на вечерню следующего дня. После кафизм — седален праздника, «Сла́ва… и ны́не…», и ещё раз этот же седален;
- в каноне праздничный вид стихов библейских песен. В песнях по 6 тропарей праздника и по 6 тропарей святому. После каждой песни поётся ирмос канона святому. По третьей песни — кондак с икосом праздника, седален святому дважды, «Сла́ва… и ны́не…», седален праздника. По шестой песни: кондак и икос святому. По девятой песни: «Досто́йно есть…» не поётся;
- светилен святому дважды, «Сла́ва… и ны́не…», светилен праздника;
- могут быть 4 хвалитные стихиры святому, после которых: «Сла́ва…», ещё одна стихира святому, «И ны́не…», стихира праздника;
- на стиховне: стихиры праздника с праздничными запевами, «Сла́ва…», стихира святому, «И ны́не…», стихира праздника.
- по «Бла́го есть…»: тропарь святому, «Сла́ва… и ны́не…», тропарь праздника.
- на часах: тропарь праздника, «Сла́ва…», тропарь святому, «И ны́не…», богородичен часа. По «Отче наш…» кондак праздника;

### Литургия
В период предпразднства
На блаженных четыре тропаря третьей песни канона предпразднства и 4 тропаря шестой песни канона святому. По входе:
- в храме Господском:

1. в предпразднство господских праздников — тропари: предпразднства, святому, «Сла́ва…», кондак святому, «И ны́не…», кондак предпразднства;
2. в предпразднство богородичных праздников — тропари: храма, предпразднства, святому, кондак храма, «Сла́ва…», кондак святому, «И ны́не…», кондак предпразднства;

- в храме Богородичном:

1. в предпразднство господских праздников — тропари: предпразднства, храма и святому, кондак храма, «Сла́ва…», кондак святому, «И ны́не…», кондак предпразднства;
2. в предпразднство богородичных праздников — тропари: предпразднства, святому, «Сла́ва…», кондак святому, «И ны́не…», кондак предпразднства;

- в храме святого — тропари: предпразднства, храма, святому, кондак храма; «Сла́ва…», кондак святому, «И ны́не…», кондак предпразднства.

Прокимен, аллилуиарий и причастен — дня и святому. Апостол и Евангелие — рядовые (накануне праздника читаются два рядовых зачала: данного дня и грядущего под зачало) и святому.
В период попразднства
На блаженных четыре тропаря рядовой песни канона праздника и 4 тропаря шестой песни канона святому. В попразднство господских праздников в «Прииди́те, поклони́мся…» вставляется припев второго антифона праздника, а богородичных — «…во святы́х ди́вен Сы́й…» По входе:
- в храме Господском:

1. в попразднство господских праздников — тропари: праздника и святому, «Сла́ва…», кондак святому, «И ны́не…», кондак праздника;
2. в попразднство богородичных праздников — тропари: храма, праздника, святому, кондак храма, «Сла́ва…», кондак святому, «И ны́не…», кондак праздника;

- в храме Богородичном:

1. в попразднство господских праздников — тропари: праздника, храма и святому, кондак храма, «Сла́ва…», кондак святому, «И ны́не…», кондак праздника;
2. в попразднство Богородичного праздника — тропари: праздника, святому, «Сла́ва…», кондак святому, «И ны́не…», кондак праздника;

- в храме святого — тропари: праздника, храма, святому, кондак храма; «Сла́ва…», кондак святому, «И ны́не…», кондак праздника.

Прокимен, аллилуиарий и причастен — праздника и святому. Зачала Апостола и Евангелия — рядовые и святому. Задостойник праздника.

## В период пения Триоди
В период пения Триоди цветной, богослужения святым, помеченным праздничным знаком , совершаются точно так же, как в этот же период исполняются службы святым без праздничного знака. Отличие шестеричных святых только в том, что они дополнительно имеют стиховную стихиру Славы, светилен по девятой песни канона утрени, тропари на блаженных Литургии, прокимен, аллилуиарий, причастен, чтение из Апостола и Евангелия.